# ムーンパトロール
『ムーンパトロール』(Moon Patrol) は1982年夏にアイレムから発売された業務用ゲーム。
1983年にM5、PC-8001mkII、1984年にMSX、2018年にはアーケードアーカイブスの1タイトルとしてPlayStation 4、Nintendo Switchにもリリースされている。また海外でもApple IIやAtari 2600、TI-99/4A、IBM PC、コモドール64、ゲームボーイカラーなどに移植されている。

## 概要
月面車を操作し、敵や障害物を対処しながら進んでいく強制横スクロール型シューティングアクション。
1982年としては珍しい多重スクロールの背景や、地面の形状に沿って動く車輪の演出が特徴的である。
なお、当時のアイレムが出したフライヤーには、多重スクロールでの表現を「立体画像ゲーム」と宣伝していた。

## ゲーム内容
自機は強制スクロールで前方に進み止まれないが、画面内で位置を動かしたりジャンプすることで、敵の攻撃や穴や岩などの障害物に対処する。
敵の攻撃を受けたり、障害物に当たったり、穴に落ちることで残機を失う。
ショットは前方と真上に発射され、UFOや岩を壊すことで得点が入る。
ステージはまずビギナーコースA地点から始まり、画面下に一定距離ごとにB、C…と通過地点が表示され、E、J、O、Tそれぞれの地点が1ステージになっている。最後のZまで到達すると一周クリアとなる。その後同じ要領で難易度が上がったチャンピオンコースのA'～Z'が始まる。更にそれをクリアするとチャンピオンコース2、3…とループする。
コースにはそれぞれ基準タイムが設定されており、クリアすることで以下のようなボーナス得点が入る。
- 各プラス1000点
  - ビギナーコース　A～E、E～J　80秒
  - ビギナーコース　J～O、O～T、T～Z　100秒

- 各プラス2000点
  - チャンピオンコース　A～E、E～J　100秒
  - チャンピオンコース　J～O、O～T、T～Z　120秒

- （基準タイム）-（通過タイム）×100点

## 家庭用版
| No. | タイトル                                | 発売日        | 対応機種                      | 発売元     | メディア                                | 備考               |
| --- | --------------------------------------- | ------------- | ----------------------------- | ---------- | --------------------------------------- | ------------------ |
| 1   | ムーンパトロール                        | 1983年        | M5                            | タカラ     | ROMカセット                             |                    |
| 2   | ムーンパトロール                        | 1983年        | PC-8001mkII                   | タカラ     | テープ                                  |                    |
| 3   | ムーンパトロール                        | 1984年4月     | MSX                           | 電波新聞社 | ROMカセット                             |                    |
| 4   | アーケードアーカイブス ムーンパトロール | 2018年3月22日 | PlayStation 4 Nintendo Switch | ハムスター | ダウンロード （アーケードアーカイブス） | アーケード版の移植 |

MSX版
MSX用に電波新聞社が開発、発売した。ハードに性能差があるためグラフィックは落ちるが、MSXでは難しい多重スクロールも再現している。